# Eparchia Mananthavady
Eparchia Mananthavady – eparchia Kościoła katolickiego obrządku syromalabarskiego w Indiach. Została utworzona w 1973 z terenu eparchii Tellicherry.

## Ordynariusze
- Jacob Thoomkuzhy (1973–1995)
- Emmanuel Pothanamuzhy, C.M.I. † (1996–2003)
- José Porunnedom, od 2004